# Antonio de la Rúa
Antonio de la Rúa, né le 26 février 1973 à Córdoba (Argentine), est le fils aîné de l'ancien président argentin, Fernando de la Rúa et de son épouse Inés Pertiné.

## Politique
Antonio de la Rúa n'a pas de position officielle au sein du gouvernement de son père ; il a néanmoins été l'architecte en chef de sa campagne électorale, et son succès a conduit son père à continuer à se tourner vers lui pour des conseils politiques après son ascension à la présidence en décembre 1999. Il a été leader du « groupe Sushi » (El grupo sushi), un groupe de jeunes fonctionnaires connus pour leur goût de la cuisine japonaise, présumée coûteuse, et parfois critiqués pour leur influence politique. Après l'effondrement de la présidence de son père en décembre 2001, Antonio de la Rúa s'est concentré sur la philanthropie et a pris ses distances avec la politique, marquant ainsi la fin de l'influence du Groupe Sushi[réf. nécessaire].

## Vie privée
En 2000, Antonio de la Rúa rencontre Shakira, et joue un rôle important dans sa carrière, notamment en 2008, en négociant un contrat d'exclusivité de 10 ans avec Live Nation pour 70 à 100 millions de dollars ; ils se séparent en 2010 après 10 ans de vie commune. Il est également derrière la campagne victorieuse de son père à la présidentielle d'Argentine et c'est à ce titre qu'il peut convoquer un certain nombre d'hommes d'affaires pour créer la fondation ALAS en 2006.